# Vit zon
En vit zon är ett begrepp i Förenta nationernas havsrättskonvention om omtvistade vattenområden utanför kuststaternas territoriala hav. I dessa områden utövar ingen stat någon jurisdiktion.

## Vita zoner
- Nordatlanten
- Östersjön

### Fotnoter
1. ↑  ”Vit zon”. Nationalencyklopedin. http://www.ne.se/uppslagsverk/encyklopedi/l%C3%A5ng/vit-zon. Läst 4 februari 2017.